# 菊池純一 (編集技師)
菊池 純一（きくち じゅんいち）は、日本の編集技師。「菊地 純一」と表記されることもある。

## 主な編集作品

### 映画
※日本アカデミー賞編集賞を受賞した作品は太字で表記
1980年代
- ガキ帝国 （1981年）
- TATTOO＜刺青＞あり （1982年）
- 変態家族 兄貴の嫁さん （1984年）
- 逆噴射家族 （1984年）
- ドレミファ娘の血は騒ぐ （1985年）
- 神田川淫乱戦争（1985年）[1]
- ベッドタイムアイズ （1987年）
- ハリマオ （1989年）
- ファンシイダンス （1989年）

1990年代
- パンツの穴 本牧ベイでクソくらえ （1990年）
- パンツの穴 キラキラ星みつけた! （1990年）
- 獅子王たちの夏 （1991年）
- ハネムーンは無人島 （1991年）
- あさってDANCE （1991年）
- 雪のコンチェルト （1991年）
- はいすくーる仁義 （1991年）
- シコふんじゃった。 （1992年）
- 悪友 （1992年）
- パ★テ★オ （1992年）
- ひき逃げファミリー （1992年）
- 獅子王たちの最后 （1993年）
- 武闘の帝王2 （1994年）
- 愛の新世界 （1994年）
- 武闘の帝王 完結篇 （1995年）
- のぞき屋 NOZOKIYA （1995年）
- Shall we ダンス? （1996年）
- 目を閉じて抱いて CLOSE YOUR EYES AND HOLD ME （1996年）
- WiLd LIFe jump into the dark （1997年）[1]
- 人間椅子 （1997年）
- フレンチドレッシング （1998年）[1]
- がんばっていきまっしょい （1998年）
- 大いなる完 ぼんの （1998年）
- 新唐獅子株式会社 （1999年）
- セカンドチャンス （1999年）

2000年代
- カリスマ （2000年）
- 破線のマリス  （2000年）
- カオス （2000年）
- スリ （2000年）
- 回路 （2001年）
- man-hole （2001年）
- 死びとの恋わずらい （2001年）
- いのちの海 Closed Ward （2001年）
- RUSH! （2001年）
- 光の雨 （2001年）
- ミスター・ルーキー （2002年）
- 理髪店主のかなしみ （2002年）
- 黄泉がえり （2003年）[1]
- 船を降りたら彼女の島 （2003年）
- 解夏 （2004年）
- 機関車先生 （2004年）
- 雨鱒の川 （2004年）[1]
- ガールフレンド （2004年）
- 火火 （2005年）
- L'amant ラマン （2005年）
- MAKOTO （2005年）
- 容疑者 室井慎次 （2005年）
- この胸いっぱいの愛を （2005年）
- 青いうた〜のど自慢 青春編〜 （2006年）
- やわらかい生活 （2006年）
- 愛妻日記『童心』（2006年）
- それでもボクはやってない （2007年）
- 歌謡曲だよ、人生は （2007年）
- M （2007年）[1]
- 悲しき天使 （2008年）
- 252 生存者あり （2008年）
- 禅 ZEN （2009年）
- 大阪ハムレット （2009年）
- 余命1ヶ月の花嫁 （2009年）

2010年代
- BOX 袴田事件 命とは （2010年）
- 瞬 またたき （2010年）
- 雷桜 （2010年）
- 軽蔑 （2011年）
- アントキノイノチ （2011年）
- はさみ hasami （2012年）
- RIVER （2012年）
- あなたへ （2012年）[1]
- 終の信託 （2012年）
- きいろいゾウ （2013年）
- だいじょうぶ3組 （2013年）
- 100回泣くこと（2013年）

### オリジナルビデオ
- GUZOO 神に見捨てられしもの （1986年）
- 新・ピンクのカーテン （1991年）

### テレビドラマ
- 学校の怪談f『廃校奇譚』（1997年、関西テレビ）[2]
- 4TEEN （2004年、WOWOW）
- 孤独の歌声 （2007年、WOWOW）

## 受賞歴
- 1993年 第16回日本アカデミー賞：優秀編集賞『悪友』『シコふんじゃった。』『パ★テ★オ』『ひき逃げファミリー』
- 1997年 第20回日本アカデミー賞：最優秀編集賞『Shall we ダンス?』[3]
- 2008年 第31回日本アカデミー賞：最優秀編集賞『それでもボクはやってない』
- 2013年 第36回日本アカデミー賞：優秀編集賞『あなたへ』[4]